# Liste der Kulturdenkmale in Schretstaken
In der Liste der Kulturdenkmale in Schretstaken sind alle Kulturdenkmale der schleswig-holsteinischen Gemeinde Schretstaken (Kreis Herzogtum Lauenburg) und ihrer Ortsteile aufgelistet (Stand: 10. März 2025).

## Legende
In den Spalten befinden sich folgende Informationen:
- Objekt-ID: die Nummer des Kulturdenkmales
- Lage: die Adresse des Kulturdenkmales und die geographischen Koordinaten. Kartenansicht, um Koordinaten zu setzen. In der Kartenansicht sind Kulturdenkmale ohne Koordinaten mit einem roten Marker dargestellt und können in der Karte gesetzt werden. Kulturdenkmale ohne Bild sind mit einem blauen Marker gekennzeichnet, Kulturdenkmale mit Bild mit einem grünen Marker.
- Offizielle Bezeichnung: Bezeichnung des Kulturdenkmales
- Beschreibung: die Beschreibung des Kulturdenkmales
- Bild: ein Bild des Kulturdenkmales

## Sachgesamtheiten
| Objekt-ID      | Lage                                               | Offizielle Bezeichnung   | Beschreibung | Bild            |
| -------------- | -------------------------------------------------- | ------------------------ | --- | --------------- |
| 40590 Wikidata | A.-Paul-Weber-Straße (53° 35′ 7″ N, 10° 32′ 34″ O) | Kapelle Großschretstaken | Aktualisierung vorgesehen - Begründung: geschichtlich, künstlerisch, städtebaulich, Kulturlandschaft prägend - Schutzumfang: Kapelle mit Ausstattung, Kirchhof, Granit-Böschungsmauer | Fotos hochladen |

## Bauliche Anlagen
| Objekt-ID     | Lage                                               | Offizielle Bezeichnung  | Beschreibung | Bild                             |
| ------------- | -------------------------------------------------- | ----------------------- | --- | -------------------------------- |
| 2856 Wikidata | A.-Paul-Weber-Straße (53° 35′ 7″ N, 10° 32′ 34″ O) | Kapelle mit Ausstattung | Alteintragung (Aktualisierung vorgesehen) - Begründung: geschichtlich, künstlerisch, städtebaulich - Schutzumfang: Alteintragung (Aktualisierung vorgesehen) - Denkmaltyp: Bauliche Anlage, Sachgesamtheit: Kapelle Großschretstaken | weitere Fotos \| Fotos hochladen |

## Gründenkmale
| Objekt-ID      | Lage                                               | Offizielle Bezeichnung | Beschreibung | Bild |
| -------------- | -------------------------------------------------- | ---------------------- | --- | ---- |
| 10817 Wikidata | A.-Paul-Weber-Straße (53° 35′ 7″ N, 10° 32′ 33″ O) | Kirchhof               | Alteintragung (Aktualisierung vorgesehen) - Begründung: geschichtlich, Kulturlandschaft prägend - Schutzumfang: Kirchhof, Granit-Böschungsmauer - Denkmaltyp: Gründenkmal, Sachgesamtheit: Kapelle Großschretstaken | BW   |

## Quelle
- Liste der Kulturdenkmale in Schleswig-Holstein – Herzogtum Lauenburg (PDF)

- Karte mit allen Koordinaten:
- OSM |
- WikiMap